# Monsieur Pipo
Pour les articles homonymes, voir Pipo.
Monsieur Pipo (Mr. Piper) est une émission de télévision canadienne animée par Alan Crofoot (en), diffusée en 1963 et 1964 sur le réseau CBC Television. Elle a été diffusée sporadiquement à la Télévision de Radio-Canada à partir du 3 juin 1963 jusqu'en 1974.